# جزایر پرهنتیان

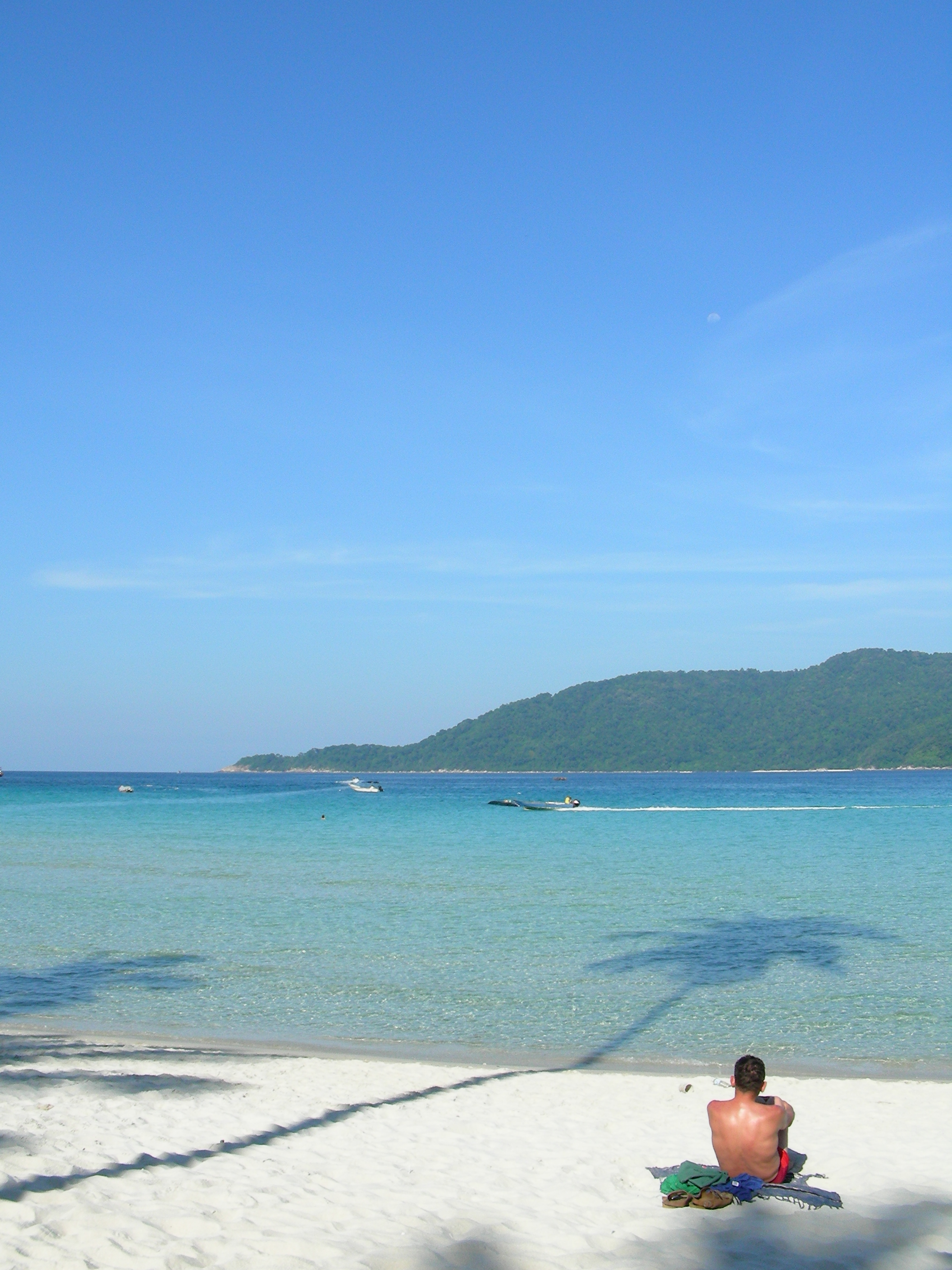
پرهنتیان کِسیل.

جزایر پـِرهِنتیان (در مالایی: پولائو پرهنتیان) واقع در دریای جنوبی چین هستند و در ۱۹ کیلومتری ایالت ترنگگانو در مالزی غربی و ۶۵ کیلومتری مرز تایلند قرار دارند. دو جزیرهٔ اصلی پرهنتیان بسار (پرهنتیان بزرگ) و پرهنتیان کچیل (پرهنتیان کوچک) نام دارند. جزایر کوچک و بی‌سکونت سوسو دار، سرینگی و راوا نیز در ساحل «پرهنتیان کوچک» هستند. جزایر پرهنتیان جزئی از پارک ملی دریایی جزایر ردانگ هستند و به همین خاطر ماهیگیری، جمع کردن مرجان و آشغال ریختن در آن‌ها به شدت ممنوع است.
جزایر پرهنتیان از مهم‌ترین اماکن گردشگری مالزی هستند و با شن‌های سفید و آب شفاف و آبی سالانه هزاران گردگشر را به این جزایر می‌کشانند. در این جزیره‌ها هیچ راهی (مگر راه‌های جنگلی آدم‌رو) وجود ندارد و جز چند هتل و مهمانخانه و رستوران خبری از تأسیسات دیگری هم نیست. روستای پرهنتیان در «پرهنتیان کچیل» محل اقامت بومیان است. بندر کوآلا بسوت محلی است که قایق‌های تندرو از آن‌جا عازم این جزایر می‌شوند.